# Everything Louder than Everyone Else
Everything Louder than Everyone Else ist ein Live-Doppelalbum der britischen Band Motörhead. es erschien am 9. März 1999 über das Label Steamhammer (Vertrieb: SPV).

## Entstehungsgeschichte
Nachdem Michael Burston 1995 Motörhead verlassen hatte, machte die Band, bestehend aus Lemmy Kilmister (b/g), Phil Campbell (g) und Mikkey Dee (d), wie zu ihrer Anfangszeit als Trio weiter. Das nach der Trennung von Burston entstandene Album Overnight Sensation bekam Achtungserfolge. Im Konzertsektor blieb die Nachfrage weiter oben. Die Band beschloss nach No Sleep ’til Hammersmith (1981) und Nö Sleep at All (1988) das dritte offizielle Livealbum herauszubringen. Noch war die Zeit dafür nicht reif. 1998 erschien ihr Studioalbum Snake Bite Love. Für die darauffolgende Tournee beschlossen Lemmy & Co. erstmals einen kompletten Gig am Stück zu veröffentlichen. Bei der Veröffentlichung von „No Sleep 'Til Hammersmith“ gelang dies aufgrund der kurzen Spielzeit damaliger LP-Pressungen nicht. Lemmy Kilmister favorisierte Deutschland als Auftrittsort, weil das Publikum dort auch während der eher verkaufsschwachen Jahre hinter der Band gestanden hatte. Er wählte den Hamburger Liveclub Docks unter anderem auch, weil Hamburg, wie Liverpool, eine Hafenstadt war. Lemmy dazu: „Du weißt woran du bei einem Matrosen bist!“ Das Album wurde ohne Overdubs während ihres Auftritts am 21. Mai 1998 eingespielt. Lemmy Kilmister bezeichnete es nach seiner Veröffentlichung als das bessere Live-Album als ihr legendäres Livedebüt No Sleep ’til Hammersmith.
Die Songauswahl konzentriert sich vor allem auf die späteren Jahre, wobei natürlich auch Klassiker wie Ace of Spades, Iron Fist und Overkill auf dem Album vertreten sind. Die Setlist wurde extra für das Album erstellt. So wurden beispielsweise Burner und On Your Feet or on Your Knees in das Set aufgenommen. Auf Born to Raise Hell ist Nina C. Alice von der deutschen Band Skew Siskin zu hören. Das Lied, im Original eine im Soundtrack des US-Kinofilms „Wayne's World“ aufgetauchte Kooperation mit Ice-T und Whitfield Crane, hatte Lemmy ursprünglich für die Berliner Rockband geschrieben. Den Mix, der sehr laut und roh belassen wurde, übernahmen Charlie Bauerfeind und Rainer Hänsel.

## Titelliste
CD 1:
1. Iron Fist (Eddie Clarke, Lemmy Kilmister, Phil Taylor) – 4:08
2. Stay Clean (Clarke, Lemmy, Taylor) – 2:48
3. On Your Feet or on Your Knees (Würzel, Phil Campbell, Mikkey Dee, Lemmy) – 3:20
4. Over Your Shoulder (Würzel, Campbell, Dee, Lemmy) – 3:45
5. Civil War (Campbell, Dee, Lemmy, Max Ax) – 3:29
6. Burner (Würzel, Campbell, Dee, Lemmy) – 3:23
7. Metropolis (Clarke, Lemmy, Taylor) – 4:00
8. Nothing Up My Sleeve (Würzel, Campbell, Pete Gill, Lemmy) – 3:41
9. I’m So Bad (Baby I Don’t Care) (Würzel, Campbell, Lemmy, Taylor) – 3:21
10. The Chase Is Better than the Catch (Clarke, Lemmy, Taylor) – 5:28
11. Take the Blame (Campbell, Dee, Würzel) – 4:20
12. No Class (Clarke, Lemmy, Taylor) – 3:22
13. Overnight Sensation (Campbell, Dee, Lemmy) – 4:38
14. Sacrifice (Würzel, Campbell, Dee, Lemmy) – 3:40

CD 2:
1. Born to Raise Hell (Lemmy) – 5:41
2. Lost in the Ozone (Würzel, Campbell, Dee, Lemmy) – 3:43
3. The One to Sing the Blues (Würzel, Campbell, Lemmy, Taylor) – 3:25
4. Capricorn (Clarke, Lemmy, Taylor) – 4:58
5. Love for Sale (Campbell, Dee, Lemmy) – 5:04
6. Orgasmatron (Würzel, Campbell, Gill, Lemmy) – 6:36
7. Going to Brazil (Würzel, Campbell, Lemmy, Taylor) – 2:52
8. Killed by Death (Würzel, Campbell, Gill, Lemmy) – 6:27
9. Bomber (Clarke, Lemmy, Taylor) – 5:50
10. Ace of Spades (Clarke, Lemmy, Taylor) – 4:49
11. Overkill (Clarke, Lemmy, Taylor) – 7:34